# Е-1 (космически апарат)
Е-1 е серия автоматични междупланетни станции от първо поколение за изследване на Луната.
Първата програма за изследване на Луната е предложена от Сергей Корольов още в края на 1957 г., а в началото на 1958 е доразвита от Mстислав Келдиш. Постановление на правителството от 20 март 1958 г. предвиждало разработка на лунна станция и тристепенна ракета 8К72 на базата на ракетата Р-7 в два варианта: първи – с цел достигане на втора космическа скорост и удар на лунната станция в повърхността на Луната и втори вариант – облитане на Луната и фотографиране на нейната обратна страна и предаване изображенията на Земята.

## Конструкция и оборудване на „Е-1“ и „Е-1А“
Програмата за изстрелване на апарати, които е трябвало да се прилуняват твърдо на Луната, е утвърдена през септември 1958 г. В ОКБ-1 им е даден вътрешен индекс Е-1, вероятно, по означението на третата степен на ракетата-носител – блок „Е“. Собствени названия космическите апарати по това време още са нямали и по това време са наричани просто приборен (или отделяем) контейнер. Всички апарати от тази серия се изстрелвали с помощта на тристепенната ракета-носител "Восток" 8К72.
По време на полета към Луната се предвиждало провеждане на изследвания на радиоактивността и магнитното поле на Луната, търсене на ядра на тежки елементи в космическите лъчения, определяне газовите компоненти на междупланетното вещество и т.н.
Размерът и формата на апаратите от серията Е-1 са аналогични на първия спътник на Земята. Херметичният корпус на станциите имал сферична форма с диаметър около 1 м. Топлинният режим се осигурявал чрез обдухване на апаратите с помощта на вентилатори и отдаване на топлината към корпуса, външната повърхност на корпуса се обработвала с осигуряване на необходимия оптичен коефициент на излъчване и поглъщане. В корпуса е монтирана тръбна ферма, на която е разположена радиоапаратурата и автоматиката, научното оборудване за изследване на метеорните частици, измерването на магнитното поле на Земята и Луната, а така също и източниците на ток – сребърно-живачни батерии. Корпусът на междупланетните станции се запълвал с газообразен азот с налягане 1,3 кг/см2.
Върху корпуса са разположени различните антени, щангата с датчика на магнитометъра, йонните сензори, датчиците за микрометеорити и други прибори. За свързване на електрическите вериги на ракетата-носител и станцията в долния край на полусферата на апарата се намират два щепселни контакта. В херметичната сфера на апарата се намирала апаратурата за връзка, акумулаторните батерии и др. Теглото на станцията е 187 кг (Е-1) и 190 кг (Е-1А). За да не се пренесат на Луната земни бактерии в корпуса е разположен стъклен флакон с разтвор на формалдехид, който при падането на станцията на Луната трябва да се разбие.
В приборния контейнер е поставен метална сфера, състояща се от пентаедри-вимпели с малък размер. Част от вимпелите са с герба на СССР, а останалите са с надпис „СССР“ с написани месец и година на старта на станцията. Вътре в сферата е куха и в нея имало взривно вещество. Последното се детонирало при удара в лунната повърхност. При взрива вимпелите ще се разлетят на всички страни като осколки. Всички вимпели са отсечени в Ленинградския монетен двор.
В корпуса на приборния контейнер и на третата степен на ракетата-носител са разположени специални вимпели, представляващи алуминиеви лентички с написани по химически начин надпис "Союз Советских Социалистических Республик» от едната страна, и герба, месеца и годината на старта на станцията от другата страна. За осигуряване оцеляването им в момента на удара те са навити на руло и поставени в ампула, напълнена с течност с плътност, равна на плътността на алуминий. Самата ампула се намирала в масивна свръхплътна обвивка, която се разполагала в още една, по-малко плътна. При удара в повърхността свръхплътната обвивка преминавала през по-малко плътната и така тя остава цяла.
Третата степен на ракетата-носител е с дължина 5,2 метра, диаметър 2,4 метра и сухо тегло 1472 кг (за станциите Е-1) и 1511 кг (за станциите Е-1А). Тя също излиза на траектория полет към Луната (и падала на Луната!). На нея също се разполага различно научно оборудване: радиационен датчик, магнитометър, датчик за микрометеорити и др. Теглото на научната и измервателната апаратура на приборния контейнер и третата степен е 361 кг (за станциите Е-1) и 390 кг (за станциите Е-1А). Разделянето на третата степен и приборния контейнер става по време на полета към Луната, веднага след приключване работата на двигателя чрез пружинни тласкатели. Това се правело с цел да се избегне прегряването на апаратурата на апарата от горивната камера на ракетата.

## Списък на стартовете
| Номер | Космически апарат | Дата (UTC)                 | Име    | NORAD ID | NSSDC ID  | Резултат |
| ----- | ----------------- | -------------------------- | ------ | -------- | --------- | --- |
| 1     | Е-1 № 1           | 23 септември 1958 07:03:23 | -      | -        | -         | Авария на 87-ата секунда от полета на първата степен |
| 2     | Е-1 № 2           | 11 октомври 1958 21:4:58   | -      | -        | -         | Авария на 104-тата секунда от полета на първата степен |
| 3     | Е-1 № 3           | 4 декември 1958 18:18:44   | -      | -        | -         | Авария на втората степен на 245-ата секунда от полета |
| 4     | Е-1 № 4           | 2 януари 1959 16:41:21     | Луна 1 | 00112    | 1959-012A | Минава на 5995 км от повърхността на Луната. Излиза на хелиоцентрична орбита. |
| 5     | Е-1А №1 (Е-1 №5)  | 18 юни 1959 08:08:00       | -      | -        | -         | Авария на втората степен на 153-тата секунда от полета |
| 6     | Е-1А №2 (Е-1 №6)  | 12 септември 1959 06:39:42 | Луна 2 | 00114    | 1959-014A | На 13 септември от третата степен е изпарен натрий, който образувал ярък оранжев облак, по който е уточнена траекторията на полета на станцията и се провело изучаване разпространението на газовете във вакуум. На същата дата в 21:22:24 приборния контейнер пада на Луната в района на Palus Putredinis в западната част на Морето на дъждовете Mare Imbrium. |